# 1842 aux États-Unis
Pour des articles plus généraux, voir Chronologie des États-Unis et 1842.
Chronologie des États-Unis
- 1838
- 1839
- 1840
- 1841
- 1842
- 1843
- 1844
- 1845
- 1846

Cette page concerne des événements d'actualité qui se sont produits durant l'année 1842 du calendrier grégorien aux États-Unis.

## Gouvernement
- Président : John Tyler (Whig)
- Vice-président : vacant
- Secrétaire d'État : Daniel Webster (Whig)
- Chambre des représentants - Président :  John White (Whig})

## Événements
- 1er janvier : ouverture du Barnum's American Museum.
- Mars : Commonwealth v. Hunt. La Cour suprême du Massachusetts légalise les grèves et les syndicats aux États-Unis.
- 30 mars : Crawford Long persuade un de ses patients, James Venable, qu'il peut lui enlever une tumeur sans douleur.
- 19 mai : rébellion de Dorr dans le Rhode Island en faveur de la réforme du système électoral, le droit de vote étant réservé aux propriétaires dans cet État.
- 9 août : traité Webster-Ashburton, qui fixe la frontière nord-est entre les États-Unis et le Canada entre le Nouveau-Brunswick au nord et le l’État du Maine au sud de la rivière Sainte-Croix. Les deux pays s’entendent pour lutter contre l’esclavage.
- 14 août : fin de la seconde Guerre séminole[1]. Des négociations permettent une trêve, reconnaissant des territoires de chasse et de culture aux Séminoles, sans signature de traité. De nombreux Séminoles seront toutefois déportés vers le territoire indien d’Oklahoma dans les années qui suivent. Cependant, une centaine d’Indiens se réfugie dans les Everglades, au sud de la Floride.

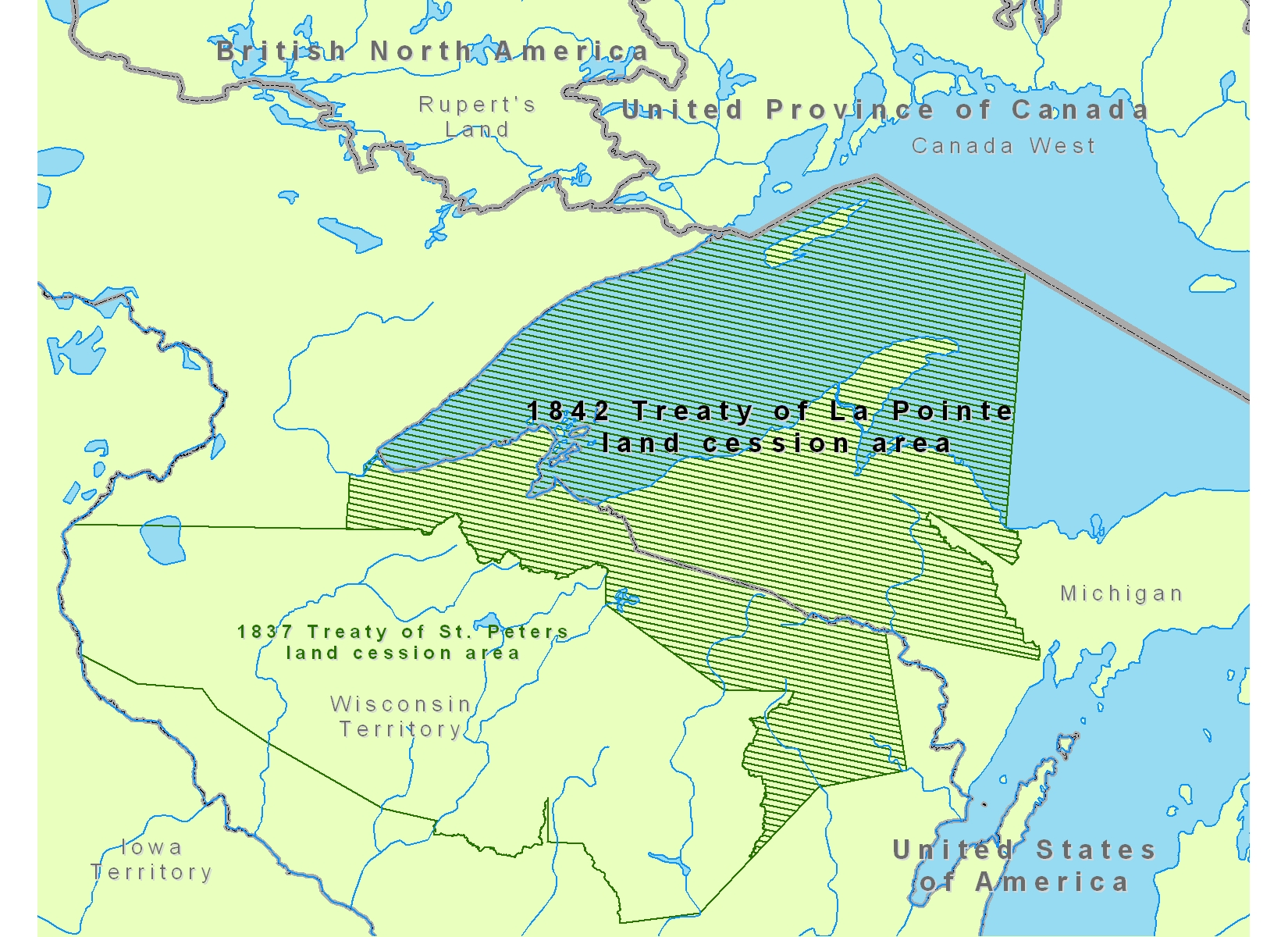
Carte montrant les territoires cédés par les Amérindiens, Traité de La Pointe de 1842.

- 4 octobre : traité de La Pointe, qui cède les terres des Amérindiens Chippewas de la Nation Ojibwé, sur ce qui deviendra le futur État du Wisconsin en 1848, et sur la Péninsule supérieure du Michigan au profit des États-Unis. Les Amérindiens conservant les droits de continuer à chasser, pêcher et cueillir sur leurs anciens territoires.

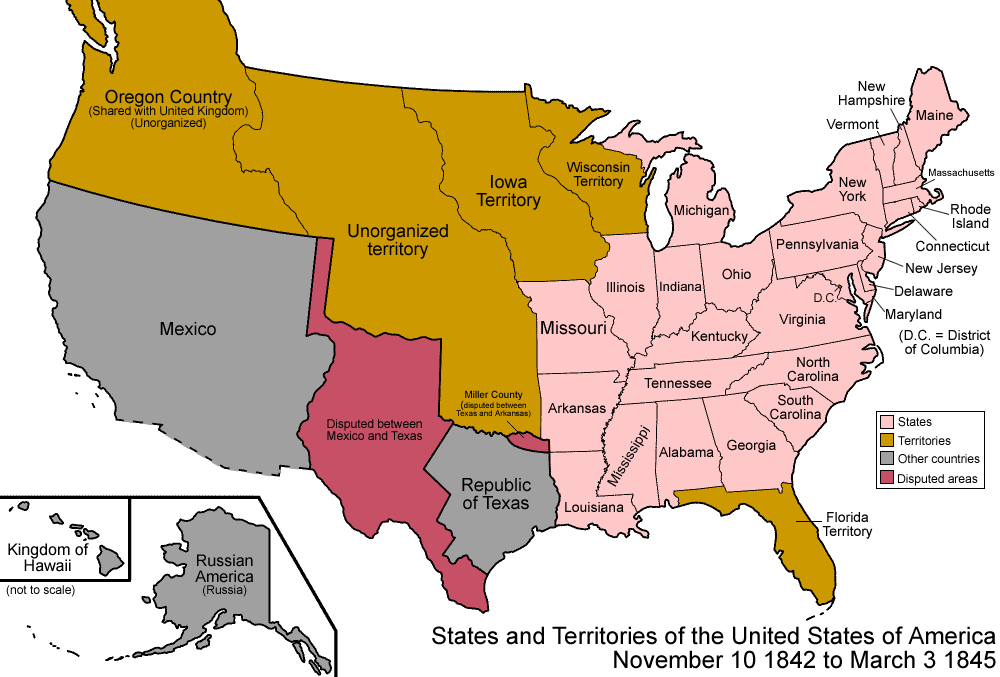
10 novembre 1842 - 3 mars 1845

- 10 novembre : le traité Webster-Ashburton fixe la frontière entre les États-Unis et le Royaume-Uni à l'est des Montagnes Rocheuses, mettant fin au conflit sur les frontières du Maine et du nord-est du Minnesota[2].
- 26 novembre : fondation de l'Université Notre-Dame à South Bend (Indiana) par Édouard Sorin, un prêtre français de la Congrégation de Sainte-Croix, l’Université Notre-Dame peut être considérée comme la plus prestigieuse des universités catholiques des États-Unis.
- 1er décembre : trois marins du Somers sont exécutés pour tentative de mutinerie.
- Fondation de l'Université wesleyenne de l'Ohio.
- Fondation de l'Université Villanova.
- Fondation de l'Université Willamette à Salem dans l'Oregon. Elle fut la première université dans l'ouest des États-Unis[3].
- À l'âge de 13 ans, Louis Moreau Gottschalk, va à Paris perfectionner son éducation musicale.
- Parution du premier numéro du journal quotidien édité à Cleveland en Ohio, The Plain Dealer.
- Création  de Case Corporation, une entreprise de construction de machines agricoles.
- Fondation de la compagnie de chemin de fer Fitchburg Railroad par Alvah Crocker.

## Naissances
- 11 janvier : William James (né à New York - décédé le 26 août 1910 à Chocorua dans le New Hampshire), psychologue et philosophe, fils d'Henry James Sr., disciple de Swedenborg, et frère aîné d'Henry James, romancier célèbre.
- 3 février : Sidney Lanier (mort le 7 septembre 1881), poète et musicien.
- 24 juin : Ambrose Bierce (né à Horse Cave Creek dans l'Ohio, États-Unis - décédé en 1914?), écrivain et journaliste.
- 28 octobre : Anna Elizabeth Dickinson (mort le 22 octobre 1932), militante abolitionniste et une féministe. Oratrice de talent, elle participe activement à la campagne du parti républicain précédant les élections de 1864 et devient l’année suivante la première femme du pays à s’adresser au Congrès des États-Unis.
- 9 septembre : Elliott Coues, médecin-militaire, historien, auteur et ornithologue américain († 1899).

## Décès
- 10 mai : Amos Eaton (né en 1776), géologue et botaniste américain.
- 1842 : Charles Codman (né vers 1800) est un peintre paysagiste de Portland.
- 1842 : Timothy Swan, (né en 1758), était un compositeur et un fabricant de chapeau américain.

#### Articles généraux
- Histoire des États-Unis de 1776 à 1865
- Évolution territoriale des États-Unis
- Seconde Guerre séminole

#### Articles sur l'année 1842 aux États-Unis
- Commonwealth v. Hunt
- Rébellion de Dorr
- Traité de La Pointe